# The Intersphere
The Intersphere ist eine deutsche Rockband aus Mannheim.

## Bandgeschichte

### Gründung und s.o.b.p. (2005–2008)
Die vier Bandmitglieder lernten sich auf der Mannheimer Popakademie kennen und schlossen sich 2005 unter dem Namen Hesslers zusammen. Der Name bezog sich dabei auf den Nachnamen des Sängers und Gitarristen Christoph Hessler. Dieser hatte zuvor bereits Songs geschrieben und fand in Moritz Müller, Thomas Zipner und Sebastian Wagner die richtigen Mitmusiker, um sie in die Tat umzusetzen. In Eigenproduktion entstand 2006 das Debütalbum s.o.b.p., aus dem der Titelsong Small Ones Brain Pain als Single ausgekoppelt wurde. In der Folgezeit spielte die Band zahlreiche Konzerte in ganz Deutschland, zumeist in kleinen Clubs und Jugendzentren. Gegenüber dem Deutschlandfunk hob Hessler die Wichtigkeit dieser Erfahrungen für die Band hervor: „Wir haben einfach immer versucht, viel zu spielen, jede Steckdose mitzunehmen, viele Clubs zu spielen und das dann immer weiterzuentwickeln. So hat sich der ganze Bandsound entwickelt. Jeder wusste, wo sein Platz ist und wie er den am besten ausfüllen kann.“ Durch das intensive Touren in der Frühzeit der Bandgeschichte erarbeiteten sich Hesslers einen Ruf als versierte und energetische Liveband.

### Umbenennung und Interspheres >< Atmospheres (2009–2011)

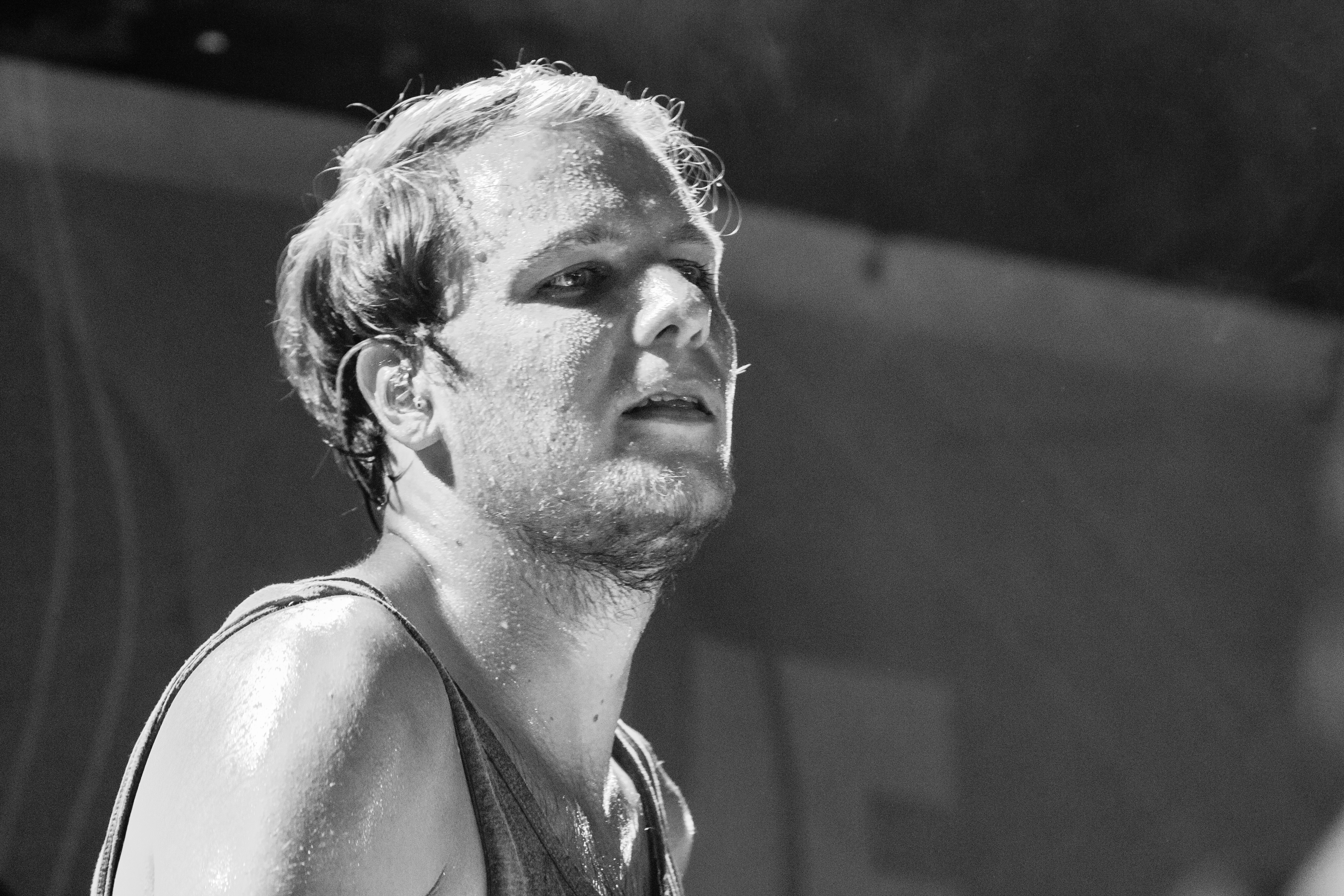
Moritz Müller

Um dem Charakter der Gruppe als Band gerecht zu werden, entschieden sich die Mitglieder 2009 für eine Umbenennung in The Intersphere. Laut eigener Aussage fiel die Wahl auf diesen Namen durch die musikalische Ausrichtung, die ihre Wurzeln in einer Vielzahl an unterschiedliche Einflüssen findet. Im selben Jahr wurde das Debütalbum s.o.b.p. unter dem neuen Bandnamen wiederveröffentlicht. Ebenfalls 2009 spielten The Intersphere zum ersten Mal auf den größten deutschen Festivals, Rock am Ring / Rock im Park.
2010 erschien mit Interspheres >< Atmospheres das zweite Album der Band. In Zusammenarbeit mit Produzent Fabio Trentini wurde der charakteristische Sound von The Intersphere weiterentwickelt, der sich über die Jahre seit Gründung der Band gefestigt hatte. Der Nachfolger des Debütalbums unterschied sich vor allem durch die ausgefeilteren Arrangements, eine erweiterte Dynamik der Songs und eine erheblich fortgeschritteneren Produktion. Die für The Intersphere stilprägende Mischung aus Anspruch und Eingängigkeit in Rhythmen, Harmonien und Melodien fanden auf Interspheres >< Atmospheres einen fokussierteren Ausdruck als noch auf s.o.b.p.. Aufgenommen wurde das Album im Horus Studio in Hannover, gemischt wurde es von Arne Neurand. Als Single wurde Prodigy Composers veröffentlicht, das bis heute zum festen Bestandteil der Live-Shows von The Intersphere zählt und von Hessler als „wegweisend für den Bandsound im Allgemeinen“ bezeichnet wurde.
Im Anschluss an die Veröffentlichung von Interspheres >< Atmospheres tourte die Band ausgiebig. Neben zahlreichen Konzerten und Festivals in Deutschland und im benachbarten Ausland begleiteten The Intersphere im Dezember 2010 die australische Band Karnivool bei den deutschen Terminen ihrer Europatour. Bis in den Sommer 2011 spielte die Band weitere Konzerte, darunter auf der Complexity-Is-Dead-Tour mit der Progressive-Metal-Band dioramic. Währenddessen entstanden bereits neue Songs für die Aufnahmen eines dritten Albums. Im Herbst 2011 verkündeten The Intersphere den Abschluss eines weltweiten Plattenvertrages mit Long Branch Records / SPV.

### Hold On, Liberty! (2012–2014)
Die Recording-Sessions zu Hold On, Liberty! im Herbst 2011 fanden erneut im Horus Studio statt. Im Gegensatz zu den beiden ersten Alben der Band spielten The Intersphere die Songs zum ersten Mal in ihrer Bandgeschichte live ein. Für jeden Song entstand dabei ein Basis-Take, der jeweils erst im Nachgang mit Gesang und punktuell mit Overdubs versehen wurde. Durch diese Vorgehensweise sollten die Livequalitäten der Band auch bei Studio-Aufnahmen erfasst werden. Ziel war es, weniger durch Makellosigkeit als vielmehr durch Energie und die Interaktion der Bandmitglieder ein organisches Endprodukt zu erschaffen. Die oftmals praktizierte Variante in der Musikproduktion, alle Instrumente getrennt und nacheinander aufzunehmen, wurde für dieses Vorhaben durch den Liveansatz ersetzt. Christoph Hessler agierte als Produzent, während Arne Neurand abermals den Mix übernahm. Musikalisch zeigten sich The Intersphere mitunter härter als auf Interspheres >< Atmospheres, sodass Hold On, Liberty! als Verbindung zwischen ihren ersten beiden Alben gesehen werden kann. Als Singles erschienen Masquerade, We Are sowie Sleeping God, wobei für letzteren Song ein Musikvideo entstand, das von japanischen Horrorfilmen inspiriert ist.
Hold On, Liberty! stieg im März 2012 auf Platz 63 der deutschen Album-Charts ein und festigte den Ruf von The Intersphere in der nationalen Rockszene. Erneut begab sich die Band auf ausgedehnte Tourneen im In- und Ausland.

### Relations in the Unseen (2014–2017)
Nur eineinhalb Jahre nach der Veröffentlichung von Hold On, Liberty! begaben sich The Intersphere für die Produktion eines weiteren Albums in Studio. Diesmal entschied man sich auf Empfehlung von Co-Produzent, Toningenieur und Mixing-Engineer Moritz Enders für die Toolhouse Studios in Rotenburg a.d. Fulda. Studioinhaber Wolfgang Manns wirkte als weiterer Toningenieur an den Aufnahmen mit, während Moritz Enders zuvor bereits mit namhaften Künstlern wie Casper, Kraftklub, Thees Uhlmann und Bosse zusammengearbeitet hatte. Christoph Hessler übernahm die Hauptaufgaben als Produzent. Erneut erfolgten die Aufnahmen als Live-Takes mit anschließenden Overdubs. Besonderes Augenmerk wurde bei der Produktion auf die Vocals gelegt, wie Hessler gegenüber Allschools betonte: „Das Wichtigste aber war, dass die Gesangsmelodie und die komplette Melodieführung von Anfang an da war. D.h. wir haben nicht ewig mit einem Riff rumprobiert, bevor dann schliesslich Vox drüber aufgenommen wurden, sondern die Riffs und Akkordverbindungen waren von Anfang an mit der Gesangmelodie verflochten, manchmal folgen sie sogar komplett der Gesanglinie, wie bei Tonight z.B.. So konnten wir alle Breaks, alle Bassläufe und die komplette Dynamik dem Gesang anpassen. Für mich klingt das alles jetzt erstmalig so richtig schlüssig, weil der Gesang ja auch hauptsächlich die Emotion und Dynamik eines Songs vorgibt.“

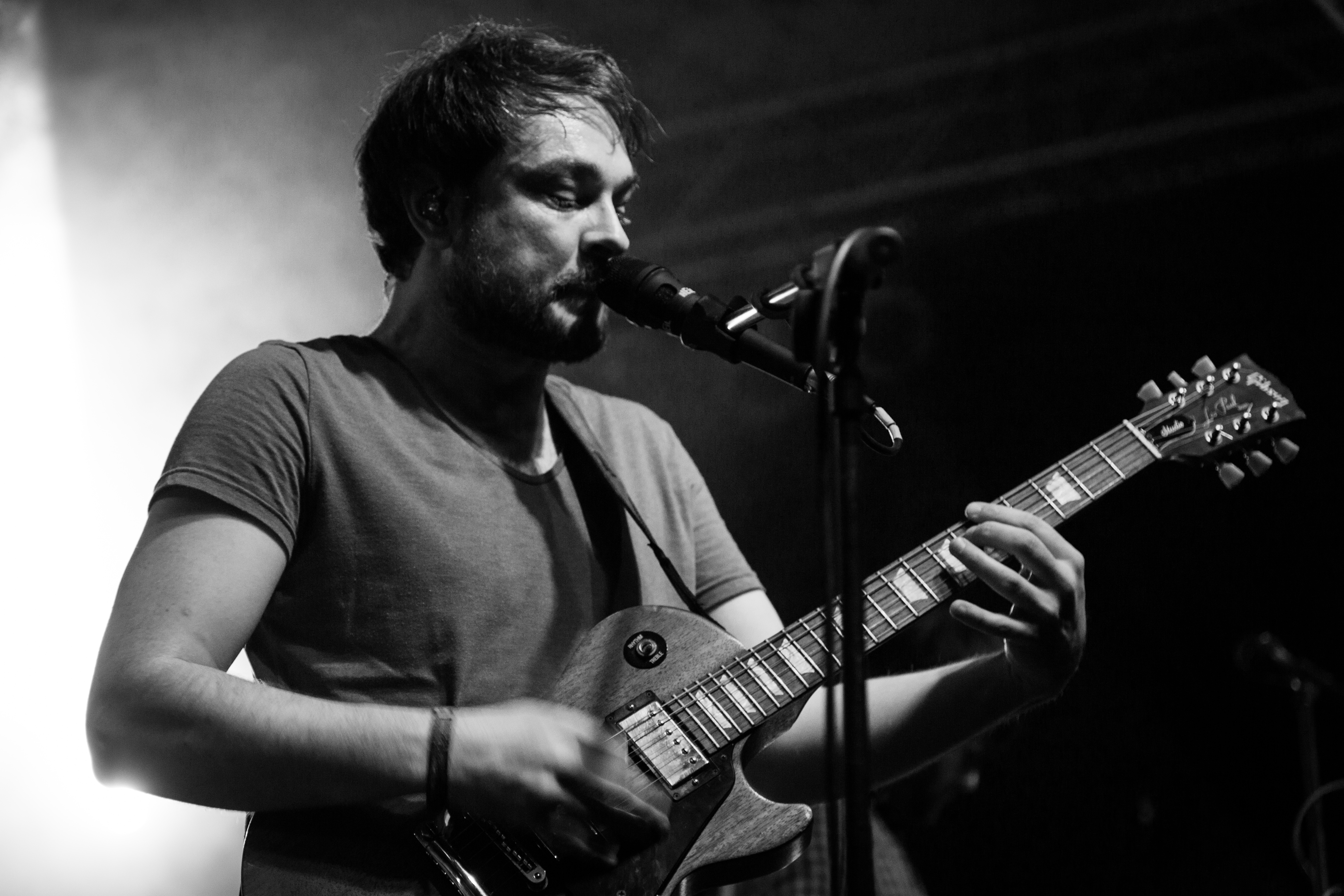
Christoph Hessler auf dem Euroblast Festival 2015 in Köln.

Musikalisch entwickelte sich das Repertoire, indem The Intersphere vormals nicht oder nur selten zum Einsatz gekommene Klangfarben in die Songs einbezog, darunter Synthesizer und Streichinstrumente. Insbesondere im Song Out of Phase steuerte der langjährige Freund der Band und Apparat-Mitglied Philipp Thimm seinen Beitrag zur erweiterten Klangwelt bei, indem er alleine ein vollständiges Orchester imitierte. Die Zusammenarbeit mit Enders sowie die allgemeine Weiterentwicklung der Band mündete in einem bis dato unerreichten Produktionsniveau, das auch von der Presse hervorgehoben wurde. Das Album erschien im Frühjahr 2014 unter dem Titel Relations in the Unseen und erreichte Platz 26 der deutschen Album-Charts. Wie schon bei Hold On, Liberty! begleiteten gefilmte Live-Sessions die Veröffentlichung als Promotion, bei denen The Intersphere ausgewählte Songs in einer Studioumgebung einspielten. Es folgten abermals zahlreiche Konzerte und Festivals, so auch erstmals in England. Die Show in der Alten Feuerwache in Mannheim wurde im Oktober 2014 mitgeschnitten und als digitales Livealbum veröffentlicht. Bereits seit 2013 musste Bassist Sebastian Wagner immer häufiger vertreten werden, da dieser von anderen Projekten zunehmend eingespannt war. Daniel Weber ersetzte ihn bei etlichen Konzerten, bevor er Ende 2015 schließlich offiziell als festes Mitglied vorgestellt wurde und Sebastian Wagner die Band verließ.

### The Grand Delusion (ab 2018)
Nach der Veröffentlichung von Relations in the Unseen und der ausgedehnten Tourneen im Anschluss sorgten u. a. private Veränderungen der Bandmitglieder für ruhigere Zeiten für The Intersphere. Die Vorbereitungen auf die Produktion eines fünften Studioalbums zogen sich somit bis zum Frühjahr 2018, bevor die Band zum zweiten Mal mit Moritz Enders, der ebenso erneut den Mix übernahm, die Toolhouse Studios bezog. Im für die Band bewährten Modus der Liveaufnahmen entstand mit The Grand Delusion ein Album, das von Fans wie von der Presse gleichermaßen für seine herausragende musikalisches und produktionstechnische Leistung gelobt wurde. Bassist Daniel Weber machte sich als Neuzugang bei einer Produktion von The Intersphere deutlich bemerkbar, indem er sein Instrument sowohl durch detaillierte spielerische Elemente als auch durch aufwendige Sounds in das Gesamtgefüge der Band einfließen ließ. Anders als bei den vorausgegangenen Alben entschied man sich bei der Produktion der Gitarren- und Bass-Sounds für das Vorgehen des Reampings, bei dem das Direktsignal der Instrumente mit aufgenommen und anschließend erneut über den Signalweg durch Effektpedale, Verstärker, Lautsprecherboxen, Mikrofone und Pre-Amps geleitet wird. Auf diese Weise konnten für einzelne Parts und Songs detaillierte Entscheidungen bezüglich des Klangbilds getroffen werden, die zur gehobenen Klangqualität des Albums beitragen. Die Produktion des Albums wurde von der deutschen Ausgabe des Rolling Stone im Dokumentarfilm Resonance porträtiert. Als erste Single erschien Secret Place, gefolgt von Antitype, Mind Over Matter und dem Titeltrack The Grand Delusion.

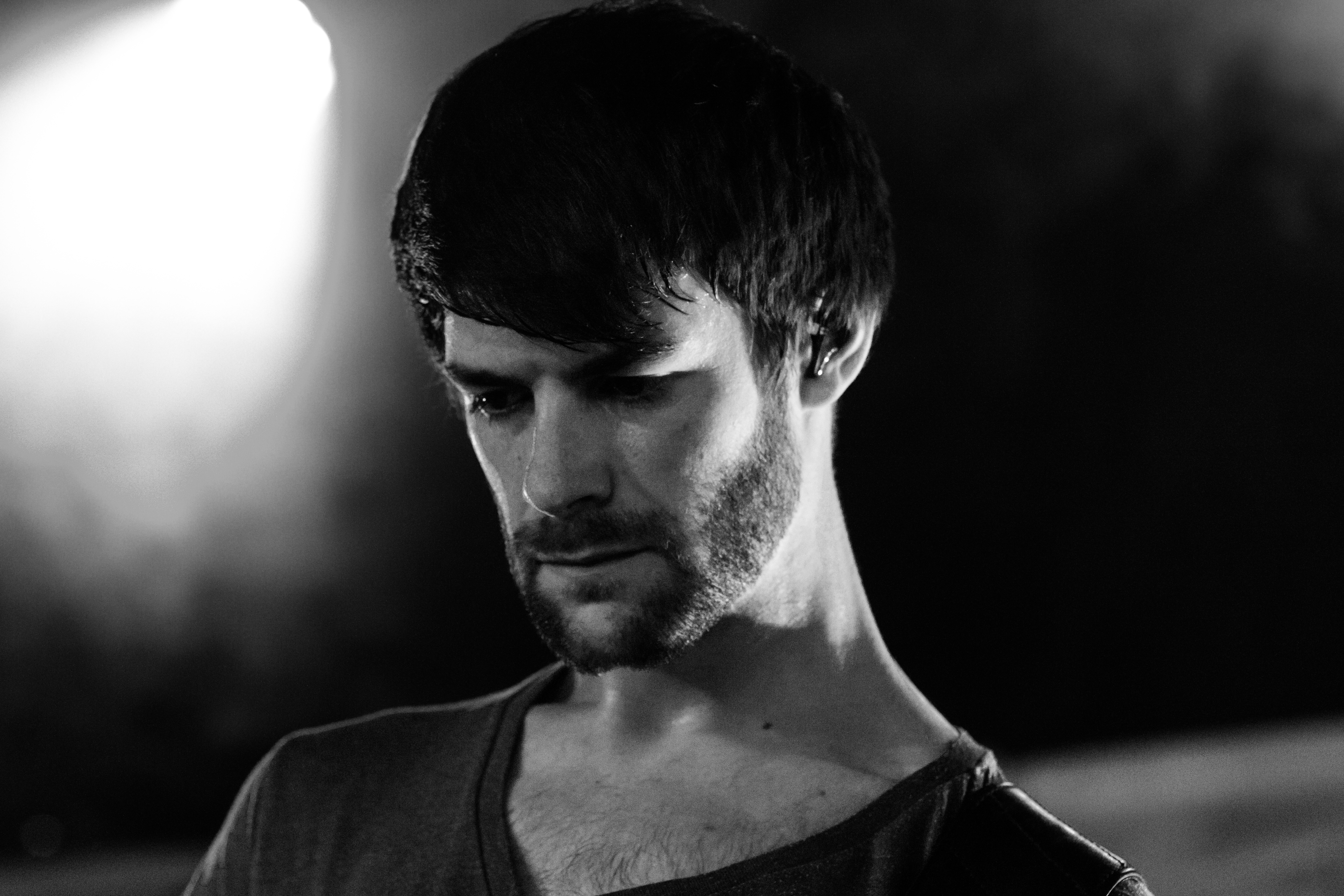
Daniel Weber

Die Gestaltung des Artworks erfolgte nach Interspheres >< Atmospheres, Hold On, Liberty! und Relations in the Unseen zum vierten Mal durch den Berliner Künstler Drømsjel. Nach der Veröffentlichung von The Grand Delusion folgte im Winter 2018/2019 eine Deutschland-Tour, die im Verlauf des Jahres 2019 mit weiteren Konzerten und Festivals im In- und Ausland ergänzt wurde. Eine geplante Jubiläumstour zum zehnjährigen Jahrestag von Interspheres >< Atmospheres musste zu Beginn des Jahres 2020 aufgrund der Corona-Pandemie verschoben werden. Im Herbst 2020 verkündete die Band, aktiv an neuem Material zu arbeiten.

## Stil und Equipment
Der musikalische Stil von The Intersphere ist maßgeblich durch die offen und tief gestimmten Gitarren von Christoph Hessler und Thomas Zipner geprägt. Dadurch werden Akkorde und harmonische Muster möglich, die im herkömmlichen E-Standard-Tuning nicht umsetzbar wären. Darüber hinaus ist die Gitarrenarbeit der Band nicht klassisch in Lead- und Rhythmusgitarre aufgeteilt, sondern definiert sich durch ein ständiges Ineinandergreifen und Ergänzen der jeweiligen Parts von Hessler und Zipner. Während in modernen Ausprägungen der alternativen Rockmusik und des Metal häufig modern ausgerichtetes Equipment verwendet wird, etwa digitales Amp-Modeling oder Gitarren mit erweiterter Mensur, greifen Hessler und Zipner auf Instrumente traditioneller Art zurück. Die Verbindung aus klassischen Gitarrenmodellen (Stratocaster, Telecaster, Paul Reed Smith) und klassischen Verstärkertypen (Vox AC30, Marshall JCM800, THC Sunset) ergibt somit ein organisches Klangbild, das dem grundsätzlichen Ansatz des Musikmachens von The Intersphere entspricht. Auch Effektpedale wie Overdrives, Fuzz, Delays und Reverbs kommen für die Gitarren in The Intersphere eine hervorgehobene Bedeutung zu. Im Zuge der Veröffentlichung von Relations in the Unseen äußerte sich Christoph Hessler ausführlich gegenüber Allschools zu seinem Verständnis der musikalischen Herangehensweise der Band:

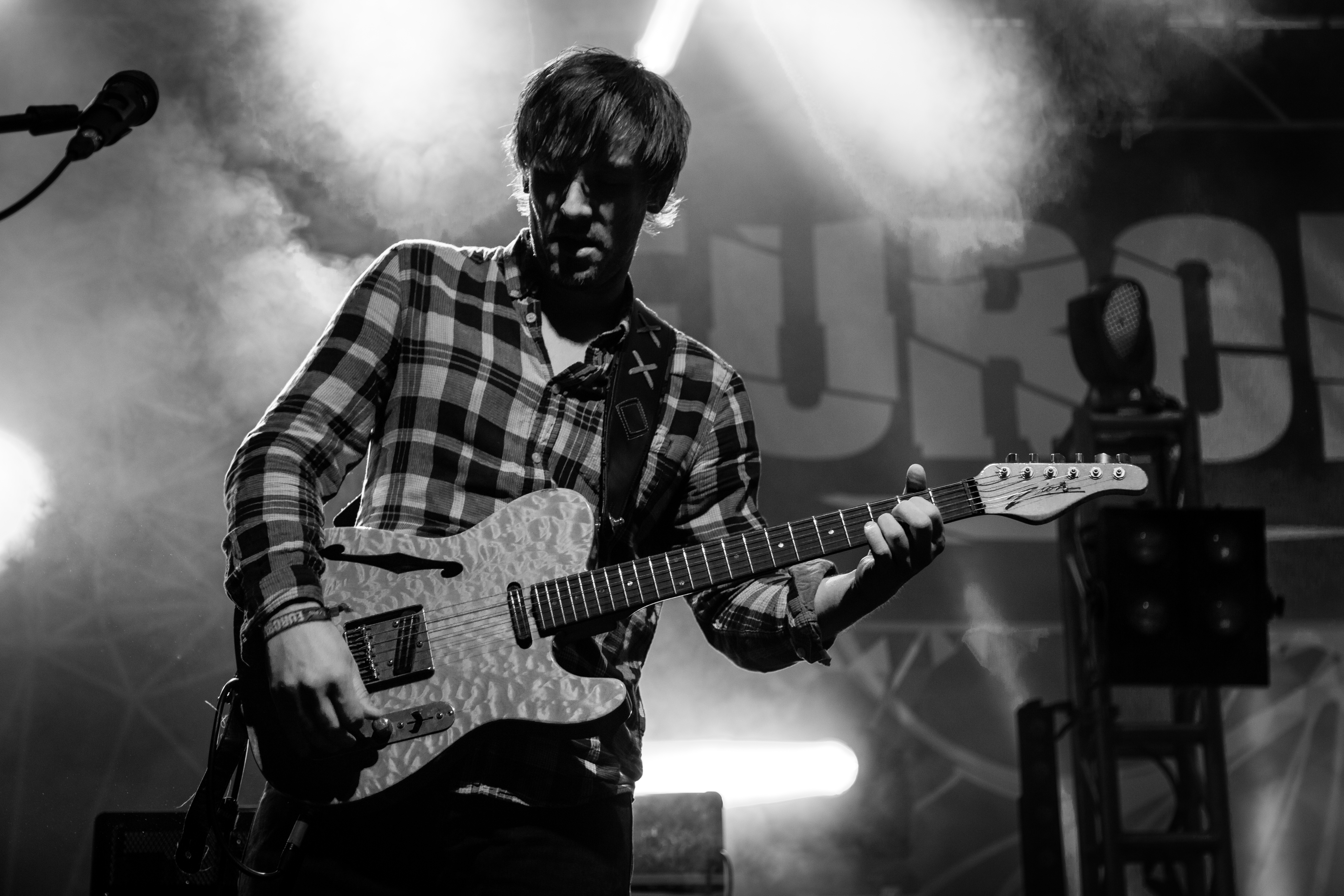
Thomas Zipner

„Die Grundlage aller Tracks auf Relations in the Unseen sind die Live-Takes, die wir zu viert eingespielt haben. Da ist auch nichts editiert, nichts geschnitten, keine Samples auf den Drums, bei den Vocals ist nichts getuned, das war uns wichtig, dafür haben wir uns Zeit genommen, das einfach richtig zu machen und das empfinden wir auch als genau das, was eine Band und deren Sound ausmacht, wenn 4 Leute zusammen einen Song einspielen. Wenn du 500 Bands den gleichen Song live einspielen lässt, also wirklich gleicher Beat, gleiche Chords, gleiche Melos usw., werden durch die Eigenheiten der Musiker 500 verschiedene Versionen dabei rauskommen. Fängst du aber an, die Drumschläge durch Samples zu ersetzen oder den Beat zu begradigen, weil’s der Drummer vielleicht nicht besser kann oder es im Endeffekt besser klingt, tötest du mit jedem Eingriff ein Stück Persönlichkeit. Im Endeffekt nähern sich alle Versionen und sind letztendlich kaum zu unterscheiden und man kann genau die Eigenheiten einer Bandkonstellation nicht mehr heraushören.“
Ein weiterer wesentlicher Faktor im musikalischen Ausdruck von The Intersphere ist das zugleich energetische und präzise Schlagzeugspiel von Moritz Müller. Teils hochanspruchsvolle Rhythmen fügen sich dabei so in das Gesamtgefüge der Songs ein, dass ihre Komplexität nicht sofort ersichtlich wird. Im Zusammenschluss mit dem Bassspiel Sebastian Wagners und Daniel Webers, das häufig mit Effekten wie Fuzz, Octaver und Synthesizer-Sounds angereichert wird, nimmt das Schlagzeug bei The Intersphere eine musikalische Rolle ein, die über das reine Halten eines Taktes hinausgeht. Auch der Bass wird oftmals als sehr eigenständiges und dynamisches Instrument interpretiert, das nicht nur die Grundtöne der Gitarrenakkorde aufgreift.

## Diskografie
Alben

| Jahr | Titel Musiklabel                             | Höchstplatzierung, Gesamtwochen, AuszeichnungChartsChartplatzierungen (Jahr, Titel, Musiklabel, Platzierungen, Wochen, Auszeichnungen, Anmerkungen) | Anmerkungen                                                                              |
| Jahr | Titel Musiklabel                             | DE | Anmerkungen                                                                              |
| ---- | -------------------------------------------- | --- | ---------------------------------------------------------------------------------------- |
| 2006 | S.O.B.P. Selbstverlag                        | — | Erstveröffentlichung: 2006 als Hesslers Wiederveröffentlichung: 2009 als The Intersphere |
| 2010 | Interspheres >< Atmospheres ProgRock Records | — | Erstveröffentlichung: 19. Februar 2010                                                   |
| 2012 | Hold On, Liberty! Long Branch Records        | DE63 (1 Wo.)DE | Erstveröffentlichung: 20. Januar 2012                                                    |
| 2014 | Relations in the Unseen Long Branch Records  | DE26 (1 Wo.)DE | Erstveröffentlichung: 7. März 2014                                                       |
| 2018 | The Grand Delusion Long Branch Records       | DE81 (1 Wo.)DE | Erstveröffentlichung: 30. November 2018                                                  |
| 2023 | Wanderer Osyssey Music Network               | DE27 (1 Wo.)DE | Erstveröffentlichung: 26. Mai 2023                                                       |